# Psychotria mexiae
Psychotria mexiae är en måreväxtart som beskrevs av Paul Carpenter Standley. Psychotria mexiae ingår i släktet Psychotria och familjen måreväxter. Inga underarter finns listade i Catalogue of Life.